# سوق الجمعة (عمان)

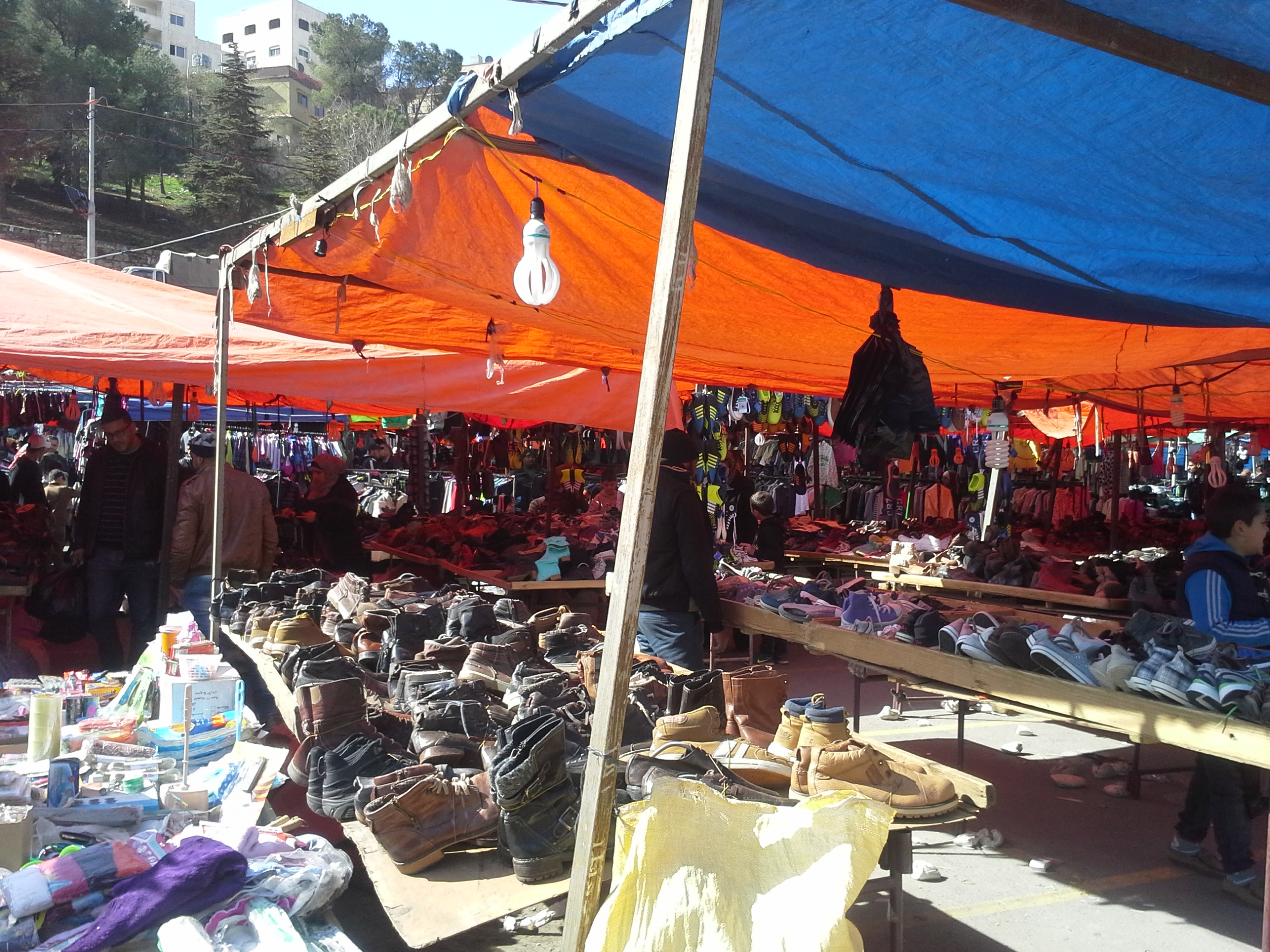
سوق الجمعة في عمان عام 2016

سوق الجمعة أو سوق الطيور، يقع في أحدِ شوارع وسط البلد في مدينة عمّان ويسمى شارع الطلياني، حيث تتمركز فيه أسواق بيع الملابس المستعملة والسيارات العمومية البيضاء (السرفيس). ولكن هذا الشارع ينقلب في يوم الجمعة إلى سوق للمزاد العلني لبيع الحيوانات من طيور وكلاب وزواحف وحتى الثعالب.
ينتظم في كل يوم جمعة من كل أسبوع منذ ساعات الفجر الأولى وينتهي قبيل صلاة الظهر. يؤم هذا السوق الأغنياء والفقراء وميسوري الحال وهواة تربية الحيوانات المختلفة ومقتني الأقفاص والإكسسوارات الخاصة بالطيور والحيوانات الأخرى وأدوات الزينة الخاصة بها والحبوب المغذية والأدوية الخاصتين بالطيور.

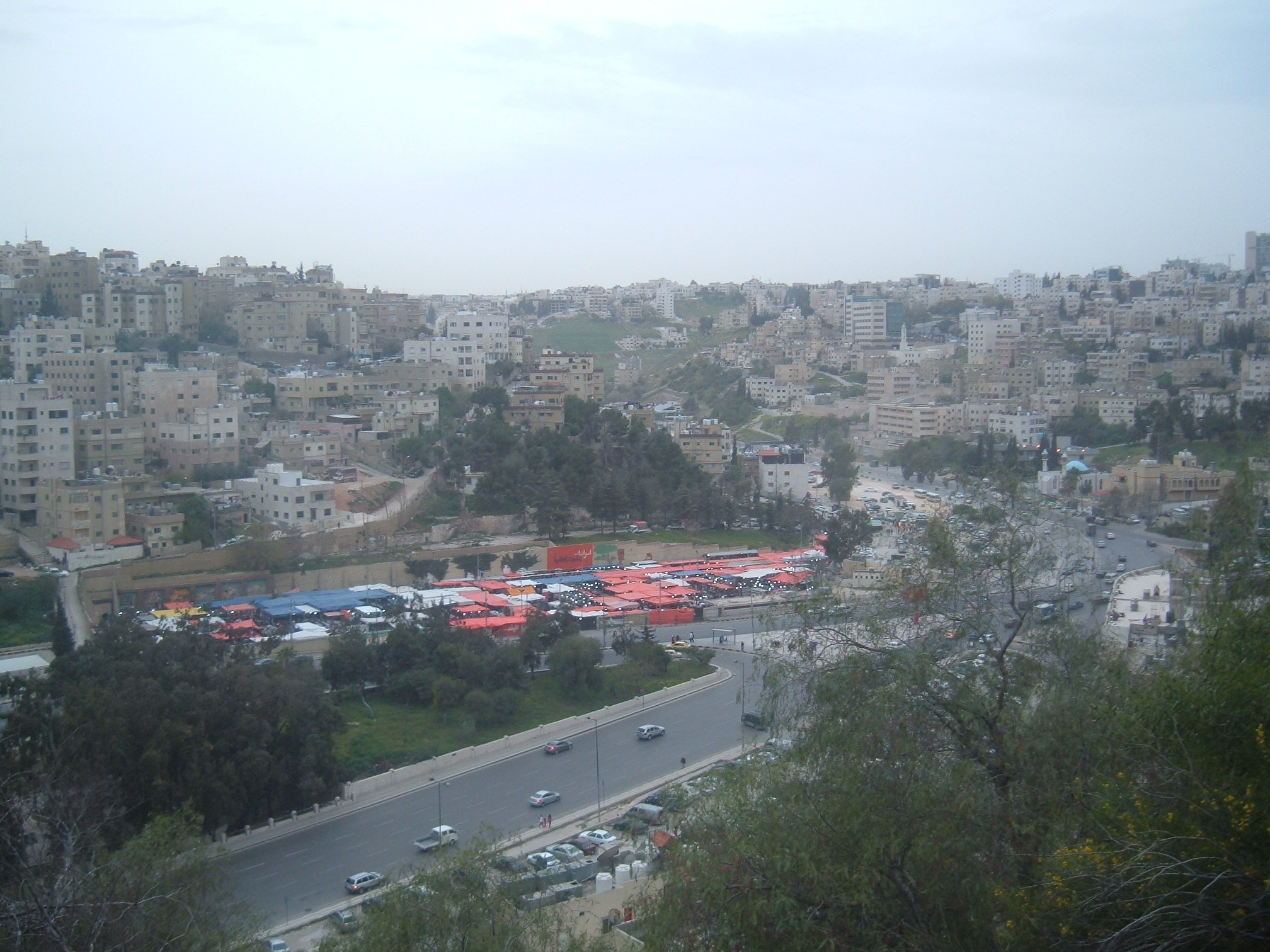
العربية: سوق الجمعة في عمان من جبل قريبه

لعل أكثر أقسام السوق استقطاباً للهواة والمتفرجين هو قسم الكلاب، حيث أنه يضم أنواعاً أجنبية- بعضها يصل سعره إلى (500) دينار أردني والمحلية منها يصل إلى (30) ديناراً. وقد يحتدم المنافسة بين المشتركين في المزادات على هذه الأنواع.
كما ينصب اهتمام التجار من ملاكي المزارع على شراء أنواع كلاب تجيد الحراسة وتتميز بالقوة والشراسة والوفاء لصاحبها.
وتباع في السوق أيضاً أنواعاً عديدة من الطيور وخصوصا طيور الكناري التي يصل سعر الزوج منها إلى مئة دينار أردني ويباع الفحل منها بسعر 20- 30 ديناراً، وهناك أنواعٌ تباع بسبعة دنانير.
ويأتي في المرتبة الثانية من الطيور: الحمام الكشاش أو الخطاف كما يسميه الباعة في السوق.
وهناك أنواع أخرى مرتفعة الثمن ولها تجارها وهواتها، ويؤكد رواد سوق الجمعة القدامى أن حركة البيع والشراء للحيوانات تقدّر بألوفات الدنانير. (راجع المصدر)
وفي منتصف سوق الجمعة، يشهد الزائر للسوق العديد من عمليات بيع أقفاص لعصافير منها: طائر الجنة والكناري التي كان الطلب عليها سابقاً جيداً وطيور الحب والببغاء بأنواعها والتي خف الطلب عليها بشكل لافت.
في الجهة المقابلة لسوق الجمعة يشهد الزائر أيضاً عمليات لبيع أفاع وسلاحف وأقفاص كبيرة تضم أنواعاً من طيور الببغاء آسيوية النوع.